# Gustave III
Gustave III és una òpera en cinc actes de Daniel Auber, amb llibret d'Eugène Scribe. S'estrenà a l'Académie Royale de Musique (Salle de la rue Le Peletier) el 27 de febrer de 1833.

## Origen i context

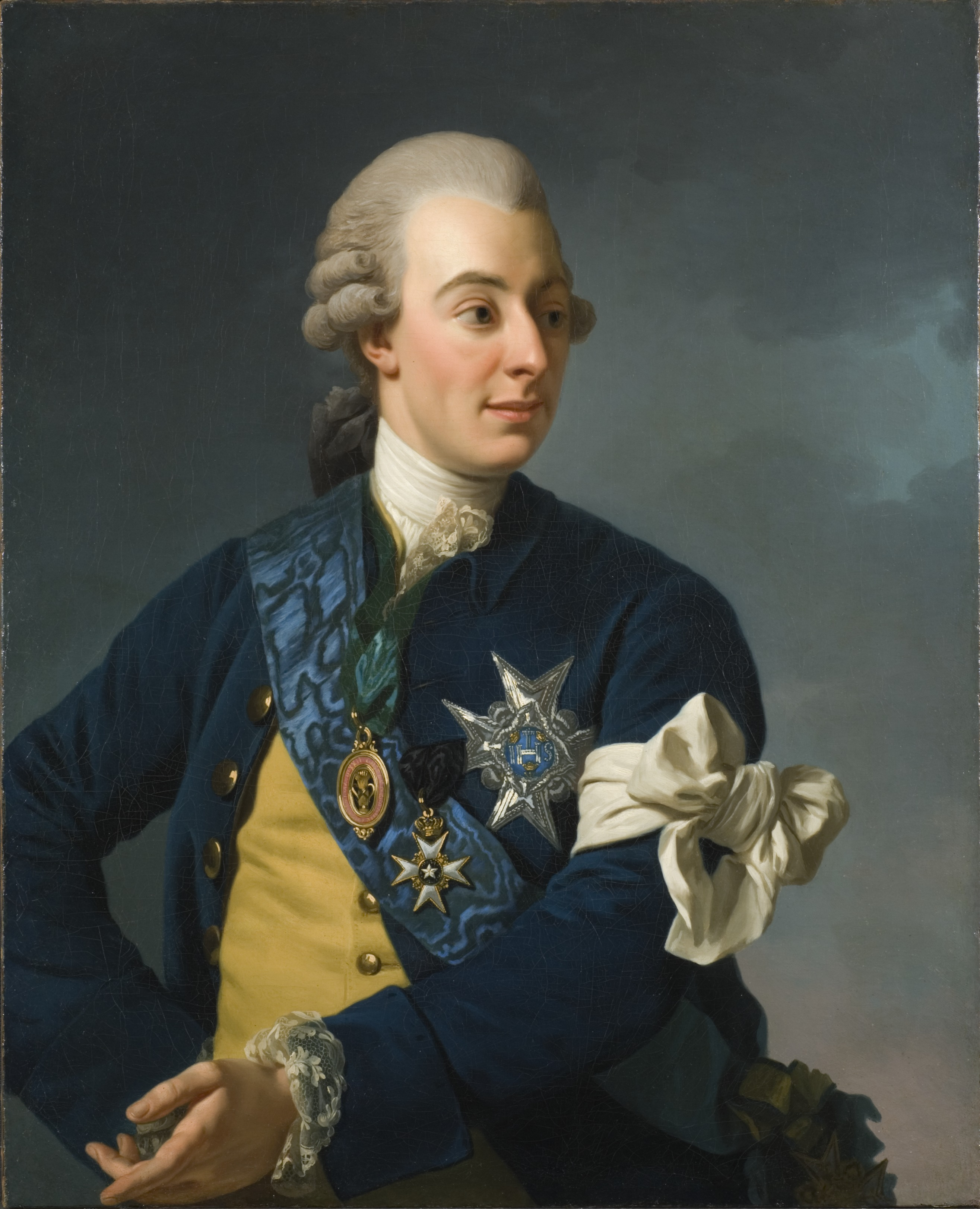
Retrat de Gustau III de Suècia

L'òpera es refereix a alguns aspectes de l'assassinat en la vida real de Gustau III, rei de Suècia. Els fets van passar a Estocolm entre el 15 i 16 de març de 1792. Els principals aspectes de la trama es poden trobar per primera vegada en l'òpera que Giuseppe Verdi havia planejat, Gustavo III, i que mai es va dur a terme tal com està escrita, però els elements principals es van incorporar en una versió revisada de la història de l'òpera que amb el temps es va convertir en Un ballo in maschera. El llibret de Scribe també va ser ofert a Rossini, que el va desestimar.

## Representacions
L'òpera va ser un gran èxit per al compositor, amb 168 actuacions fins al 1853.

## Repartiment estrena
| Rol | Veu          | Elenc de l'estrena, 27 de febrer de 1833 (Director: -) |
| --- | ------------ | ------------------------------------------------------ |
| Gustave III, Rei de Suècia | tenor        | Adolphe Nourrit                                        |
| Ankastrom, | baix         | Nicolas-Prosper Levasseur                              |
| Amélie, Comtessa d'Ankastrom, enamorat de Gustave                                                                             | soprano      | Cornélie Falcon                                        |
| Oscar, patge del rei | soprano      | Julie Dorus-Gras                                       |
| Arvedson, endeví | mezzosoprano | Louise-Zulmé Dabadie-Leroux                            |
| Dehorn, conspirador | baix         | Henri-Bernard Dabadie                                  |
| Warting, conspirador | tenor        | Alexis Dupont                                          |
| Un camarlenc | tenor        | Hyacinthe Trévaux                                      |
| Armfelt, Ministre de Justícia                                                                                                 | baix         | Ferdinand Prévost                                      |
| Général Kaulbart, Ministre de la Guerra                                                                                       | baix         | Pierre François Wartel                                 |
| Christian | tenor        | Jean-Étienne-Auguste Massol                            |
| Un criat d'Ankastrom | cantant      | François-Alphonse Hens                                 |
| Roslin, pintor | mut          | Ferdinand                                              |
| Sergell, escultor | mut          | Henri                                                  |
| Cor: cortesans, els diputats de l'estat, els oficials militars al servei del rei, guàrdies reials, mariners, soldats, la gent |              |                                                        |